# Zeng Guofan

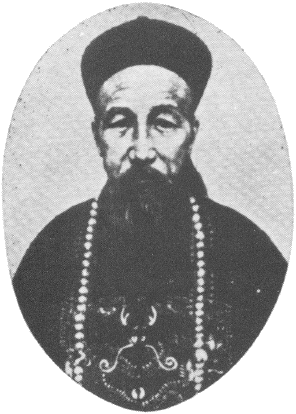
Zeng Guofan

Zeng Guofan född den 26 november 1811 i Xiangxiang, Hunan, död den 12 mars 1872 i Nanjing, var en kinesisk statsman och militär. Han är mest känd för sina insatser att slå ned Taipingupproret. Han var far till statsmannen Zeng Jize.
Zeng var 1851 examinator i Sichuan, då han fick i uppdrag att organisera en frivillig truppstyrka mot Taiping-rebellerna. Hans framgångar mot dem föranledde hans utnämning till vice president i krigskollegiet. Striden fortgick sedan med växlande krigslycka, och Zeng tog formellt ledande andel i operationerna, ända tills han i juli 1864 lyckades återerörva Nanking, för vilket han lönades med markistitel. Redan 1860 hade han utsetts till vicekung över Liangjiang och 1862 till högste statssekreterare.
Zeng hade mindre framgång vid kuvandet av Nianupproret i Norra Kina, och han måste därför avstå sitt militära befäl till sin yngre medhjälpare från striderna mot Taiping-rebellerna, Li Hongzhang.